# Stavba madžarskega parlamenta
Stavba madžarskega parlamenta (madžarsko Országház, dobesedno »Hiša države« oz. »Hiša naroda«), tudi Parlament v Budimpešti, je velik stavbni kompleks, ki stoji na vzhodnem nabrežju Donave na severnem delu središča Budimpešte (v Pešti) in služi kot sedež Državnega zbora Madžarske. Je tudi prepoznaven simbol mesta in priljubljena turistična znamenitost.
Neogotska stavba ima simetrično pročelje in značilno neorenesančno kupolo v sredini.

## Zgodovina
Odločitev za gradnjo reprezentativnega sedeža, ki bi izražal suverenost madžarskega naroda, je oblast sprejela leta 1881, sedem let po združitvi Budima, Óbude in Pešte. Razpisan je bil arhitekturni natečaj, na katerem je zmagal Imre Steindl. Načrta njegovih tekmecev so kasneje zgradili v isti soseski za Etnografski muzej in Ministrstvo za kmetijstvo. Eden od razlogov, da je bil izbran Steindlov predlog, je ta, da so bili njegovi neogotski načrti močno podobni Westminstrski palači v Londonu. Vodilnim madžarskim politikom 19. stoletja se je zdelo izjemno pomembno, da nova stavba državnega parlamenta simbolizira njihovo zavezanost Zahodni Evropi
Gradnja zmagovalnega načrta se je pričela leta 1885, inavguracija je potekala na domnevno 1000. obletnico države leta 1896, zgradba pa je bila predana v uporabo leta 1902, čeprav ni bila dokončana še vse do leta 1904. Od takrat je največja stavba na Madžarskem. S 96 m je bila ob Baziliki sv. Štefana tudi najvišja stavba v mestu; leta 1997 je bil sprejet zakon, ki je prepovedoval gradnjo višjih stavb z namenom ohranitve podobe mestne panorame, toda kasneje je to višino presegla poslovna stolpnica MOL Campus madžarske naftne družbe MOL.
Približno 100.000 ljudi je bilo vključenih v gradnjo stavbe, med katero je bilo uporabljenih 40 milijonov opek, pol milijona dragih kamnov in 40 kg zlata.
Od druge svetovne vojne je zakonodaja enodomna, danes pa vlada uporablja le majhen del stavbe, drugo krilo pa je občasno namenjeno prireditvam. V času Ljudske republike Madžarske je bila na vrhu kupole rdeča zvezda, ki pa so jo leta 1990 po padcu komunizma odstranili. Mátyás Szűrös je 23. oktobra 1989 z balkona, ki gleda na trg Kossutha Lajosa, razglasil madžarsko republiko.

## Opis
Stavba parlamenta je zgrajena v neogotskem slogu; ima simetrično fasado in osrednjo kupolo. Kupola je neorenesančna arhitektura. Parlament je tudi v veliki meri simetričen od znotraj, z dvema enakima parlamentarnima dvoranama na nasprotnih straneh stavbe. Ena od obeh dvoran je še danes v uporabi za seje madžarskega državnega zbora, druga za slovesnosti, konference in vodene oglede. Dolga je 268 m in široka 123 m. Njena notranjost obsega 10 dvorišč, 13 potniških in tovornih dvigal, 27 vrat, 29 stopnišč in 691 sob (vključno z več kot 200 pisarnami). S svojo višino 96 m je bila skupaj z baziliko svetega Štefana ena od dveh najvišjih stavb v Budimpešti, dokler ni bil leta 2021 postavljen stolp kampusa MOL. Številka 96 se nanaša na tisočletnico države, 1896, in osvojitev poznejšega kraljestva Ogrske leta 896.
Glavna fasada gleda na Donavo, uradni glavni vhod pa je s trga na vzhodni strani stavbe. Znotraj in zunaj je na stenah skupaj 242 skulptur. Na pročelju so kipi madžarskih vladarjev, transilvanskih voditeljev in znanih vojaških osebnosti. Nad okni so upodobljeni grbi kraljev in vojvod. Vzhodno stopnišče obdajata dva leva. Ob vstopu v stavbo parlamenta se lahko obiskovalci povzpnejo po velikih okrašenih stopnicah, si ogledajo freske na stropu in gredo mimo doprsnega kipa arhitekta Imreja Steindla v stenski niši. Drugi kipi so kipi Árpáda, Štefana I. in Jánosa Hunyadija. Stavba ima vitraže in steklene mozaike Mikse Rótha.
Eden najbolj znanih delov stavbe je heksadekagonalna (šestnajststranska) osrednja dvorana z ogromnimi sobami, ki nanjo mejijo: spodnja hiša in zgornja hiša. Sodobna državna skupščina je enodomna in zaseda v spodnjem domu, medtem ko se zgornji dom uporablja kot konferenčna in sejna soba. Sveta krona Madžarske, ki je upodobljena tudi v madžarskem grbu, je v osrednji dvorani razstavljena od leta 2000. Zaradi obsežne površine in detajlne ročne izdelave je stavba skoraj vedno v obnovi.

## Soseska
Na vzhodni sprednji strani stavbe je spomenik madžarski revoluciji leta 1956, pa tudi mogočni Kossuthov spomenik in konjeniški kip Franca II. Rákóczija. Sedeči kip Atile Józsefa, kot je opisan v njegovi pesmi Ob Donavi, zavzema mesto na južni trati. Trg mučenikov (Vértanúk tere) je neposredno ob Kossuthovem trgu s kipom Imreja Nagyja.

## Poštne znamke
Stavba je predstavljena na več kot 50 poštnih znamkah, ki jih je Madžarska izdala v letih 1917–1921, vključno s tistimi, izdanimi v letih 1917, 1919, 1920, in 1921.

## galerija
- Glavna dvorana Državnega zbora
- Notranjost ene od sob v stavbi
- Glavno stopnišče
- Sveta krona Madžarske v osrednji dvorani
- Zakonodajna knjižnica